# Onzième circonscription de Seine-et-Marne
La onzième circonscription de Seine-et-Marne a été créée par le redécoupage des circonscriptions législatives françaises de 2010.

## Description géographique et démographique
La onzième circonscription de Seine-et-Marne est une circonscription essentiellement urbaine du département. Elle inclut notamment Savigny-le-Temple et Le Mée-sur-Seine, villes toutes deux supérieures à 20 000 habitants.
Elle regroupe les cantons de :
- canton de Combs-la-Ville mais sans la commune de Combs ;
- canton du Mée-sur-Seine ;
- canton de Savigny-le-Temple.

## Description politique
La onzième circonscription regroupe une partie de l'ancienne première circonscription (canton de Savigny-le-Temple et du Mée) et une partie de l'ancienne neuvième circonscription (canton de Combs-la-Ville).

## Historique des députations
| Législature | Début de mandat | Fin de mandat | Député        | Parti politique | Observations |
| ----------- | --------------- | ------------- | ------------- | --------------- | --- |
| XIVe        | 20 juin 2012    | 20 juin 2017  | Olivier Faure | PS              | Président du Groupe socialiste à partir de 2016.                                                                                     |
| XVe         | 21 juin 2017    | 21 juin 2022  | Olivier Faure | PS              | Président du Groupe socialiste jusqu’en 2018 et Premier secrétaire du Parti socialiste                                               |
| XVIe        | 22 juin 2022    | 9 juin 2024   | Olivier Faure | PS              | Élu dans le cadre de la coalition de la NUPES Mandat écourté à la suite d'une dissolution parlementaire décidée par Emmanuel Macron. |
| XVIIe       | 8 juillet 2024  | En cours      | Olivier Faure | PS              | Élu dans le cadre de la coalition du Nouveau Front populaire                                                                         |

## Historique des élections

### Élections de 2012
| Candidat       | Candidat             | Parti          | Premier tour | Premier tour | Second tour | Second tour |  |
| Candidat       | Candidat             | Parti          | Voix         | %            | Voix        | %           |  |
| -------------- | -------------------- | -------------- | ------------ | ------------ | ----------- | ----------- |  |
|                | Olivier Faure élu    | PS             | 14 800       | 47,25        | 18 740      | 63,22       |  |
|                | Cathy Bissonnier     | UMP            | 6 680        | 21,33        | 10 903      | 36,78       |  |
|                | Anne Jacqmin         | RBM (SIEL)     | 4 694        | 14,99        |             |             |  |
|                | Catherine Petit      | FG (PCF)       | 1 533        | 4,89         |             |             |  |
|                | Odile Montagne       | EÉLV           | 1 009        | 3,22         |             |             |  |
|                | Anne-Laure Borderies | MoDem          | 681          | 2,17         |             |             |  |
|                | Hervé Kiteba-Simo    | PRV            | 648          | 2,07         |             |             |  |
|                | Coralie Mennesson    | DLR            | 341          | 1,09         |             |             |  |
|                | Serge Ruby           | AÉI            | 213          | 0,68         |             |             |  |
|                | Nicolas Karageuzian  | Pirate         | 199          | 0,64         |             |             |  |
|                | Anne de La Torre     | LO             | 169          | 0,54         |             |             |  |
|                | Philippe David       | Divers         | 165          | 0,53         |             |             |  |
|                | Antoine Bordier      | PCD            | 119          | 0,38         |             |             |  |
|                | Yves Hanon           | S&P            | 71           | 0,23         |             |             |  |
|                |                      |                |              |              |             |             |  |
| Inscrits       | Inscrits             | Inscrits       | 62 581       | 100,00       | 62 580      | 100,00      |  |
| Abstentions    | Abstentions          | Abstentions    | 30 632       | 48,95        | 31 889      | 50,96       |  |
| Votants        | Votants              | Votants        | 31 949       | 51,05        | 30 691      | 49,04       |  |
| Blancs et nuls | Blancs et nuls       | Blancs et nuls | 627          | 1,96         | 1 048       | 3,41        |  |
| Exprimés       | Exprimés             | Exprimés       | 31 322       | 98,04        | 29 643      | 96,59       |  |

### Élections de 2017
|                                                                               |                                                                         |                           |                           |                          |                          |
|                                                                               |                                                                         | Premier tour 11 juin 2017 | Premier tour 11 juin 2017 | Second tour 18 juin 2017 | Second tour 18 juin 2017 |
|                                                                               |                                                                         |                           |                           |                          |                          |
|                                                                               |                                                                         | Nombre                    | % des inscrits            | Nombre                   | % des inscrits           |
| Inscrits                                                                      | Inscrits                                                                | 66 511                    | 100,00                    | 66 546                   | 100,00                   |
| Abstentions                                                                   | Abstentions                                                             | 39 543                    | 59,45                     | 40 793                   | 61,30                    |
| Votants                                                                       | Votants                                                                 | 26 968                    | 40,55                     | 225 753                  | 38,70                    |
|                                                                               |                                                                         |                           | % des votants             |                          | % des votants            |
| Bulletins blancs                                                              | Bulletins blancs                                                        | 727                       | 2,70                      | 1 484                    | 5,76                     |
| Bulletins nuls                                                                | Bulletins nuls                                                          | 60                        | 0,22                      | 294                      | 1,14                     |
| Suffrages exprimés                                                            | Suffrages exprimés                                                      | 26 181                    | 97,08                     | 23 975                   | 93,10                    |
|                                                                               |                                                                         |                           |                           |                          |                          |
| Candidat Étiquette politique (partis et alliances)                            | Candidat Étiquette politique (partis et alliances)                      | Voix                      | % des exprimés            | Voix                     | % des exprimés           |
|                                                                               |                                                                         |                           |                           |                          |                          |
|                                                                               | Amandine Rubinelli La République en marche                              | 8 078                     | 30,39                     | 8 686                    | 38,91                    |
|                                                                               | Olivier Faure (député sortant) Parti socialiste                         | 7 274                     | 27,37                     | 13 639                   | 61,09                    |
|                                                                               | Daniel Allioux La France insoumise                                      | 3 818                     | 14,36                     |                          |                          |
|                                                                               | Jean-Marie Launay Front national                                        | 3 550                     | 13,36                     |                          |                          |
|                                                                               | Natacha Bedhiaf Les Républicains (Union des démocrates et indépendants) | 2 216                     | 8,34                      |                          |                          |
|                                                                               | Évelyne Marque Gras Debout la France                                    | 626                       | 2,36                      |                          |                          |
|                                                                               | Jean-Marc Governatori Écologiste (Mouvement 100 %)                      | 478                       | 1,80                      |                          |                          |
|                                                                               | Françoise Schmitt Divers (Union populaire républicaine)                 | 285                       | 1,07                      |                          |                          |
|                                                                               | Anne de La Torre Lutte ouvrière                                         | 256                       | 0,96                      |                          |                          |
| Source : Ministère de l'Intérieur - Onzième circonscription de Seine-et-Marne |                                                                         |                           |                           |                          |                          |

### Élections de 2022
|                                                                               |                                                                                                  |                           |                           |                          |                          |
|                                                                               |                                                                                                  | Premier tour 12 juin 2022 | Premier tour 12 juin 2022 | Second tour 19 juin 2022 | Second tour 19 juin 2022 |
|                                                                               |                                                                                                  |                           |                           |                          |                          |
|                                                                               |                                                                                                  | Nombre                    | % des inscrits            | Nombre                   | % des inscrits           |
| Inscrits                                                                      | Inscrits                                                                                         | 66 511                    | 100                       | 66 546                   | 100                      |
| Abstentions                                                                   | Abstentions                                                                                      | 39 543                    | 59,45                     | 40 793                   | 61,30                    |
| Votants                                                                       | Votants                                                                                          | 26 968                    | 40,55                     | 25 753                   | 38,70                    |
|                                                                               |                                                                                                  |                           | % des votants             |                          | % des votants            |
| Bulletins blancs                                                              | Bulletins blancs                                                                                 | 727                       | 2,70                      | 1 484                    | 5,76                     |
| Bulletins nuls                                                                | Bulletins nuls                                                                                   | 60                        | 0,22                      | 294                      | 1,14                     |
| Suffrages exprimés                                                            | Suffrages exprimés                                                                               | 26 181                    | 97,08                     | 23 975                   | 93,10                    |
|                                                                               |                                                                                                  |                           |                           |                          |                          |
| Candidat Étiquette politique (partis et alliances)                            | Candidat Étiquette politique (partis et alliances)                                               | Voix                      | % des exprimés            | Voix                     | % des exprimés           |
|                                                                               |                                                                                                  |                           |                           |                          |                          |
|                                                                               | Olivier Faure (député sortant) Parti socialiste (Nouvelle Union populaire écologique et sociale) | 12 279                    | 46,90                     | 15 453                   | 64,45                    |
|                                                                               | Charlyne Péculier La République en marche (Ensemble)                                             | 5 768                     | 22,03                     | 8 522                    | 35,55                    |
|                                                                               | Martine Demonchy Rassemblement national                                                          | 4 589                     | 17,53                     |                          |                          |
|                                                                               | Joël Sangaré Union des démocrates et indépendants                                                | 1 256                     | 4,80                      |                          |                          |
|                                                                               | Brigitte Lapeyronie Reconquête                                                                   | 919                       | 3,51                      |                          |                          |
|                                                                               | Sylvie Morel-Lelu Parti animaliste                                                               | 555                       | 2,12                      |                          |                          |
|                                                                               | Évelyne Marque-Gras Debout la France                                                             | 469                       | 1,79                      |                          |                          |
|                                                                               | Anne de La Torre Lutte ouvrière                                                                  | 346                       | 1,32                      |                          |                          |
| Source : Ministère de l'Intérieur - Onzième circonscription de Seine-et-Marne |                                                                                                  |                           |                           |                          |                          |

### Élections de 2024
|                          | Olivier Faure (député sortant) | PS (NFP)                 | UG                       | 21 643 | 53,42 |  |  |
|                          | Vincent Paul-Petit             | RAD (RN)                 | DVD                      | 11 902 | 29,38 |  |  |
|                          | Thomas Ianz                    | UDI (ENS)                | UDI                      | 5 797  | 14,31 |  |  |
|                          | Anne de la Torre               | LO                       | EXG                      | 868    | 2,14  |  |  |
|                          | Flore Creantor                 | DNM                      | REG                      | 171    | 0,42  |  |  |
|                          | Dominique Mahé                 | DLF                      | DSV                      | 132    | 0,33  |  |  |
|                          |                                |                          |                          |        |       |  |  |
| Votes valides            | Votes valides                  | Votes valides            | Votes valides            | 40 513 | 96,10 |  |  |
| Votes blancs             | Votes blancs                   | Votes blancs             | Votes blancs             | 1 329  | 3,15  |  |  |
| Votes nuls               | Votes nuls                     | Votes nuls               | Votes nuls               | 317    | 0,75  |  |  |
| Total                    | Total                          | Total                    | Total                    | 42 159 | 100   |  |  |
| Abstention               | Abstention                     | Abstention               | Abstention               | 24 738 | 36,98 |  |  |
| Inscrits / participation | Inscrits / participation       | Inscrits / participation | Inscrits / participation | 66 897 | 63,02 |  |  |